# Rio Cristianul Mic
O Rio Cristianul Mic é um rio da Romênia, afluente do Tişiţa Mare, localizado no distrito de Vrancea.